# Courtomer (Seine-et-Marne)
Courtomer település Franciaországban, Seine-et-Marne megyében. Lakosainak száma 568 fő (2022. január 1.). Courtomer Argentières, Aubepierre-Ozouer-le-Repos, Bernay-Vilbert és Chaumes-en-Brie községekkel határos.

## Népesség
A település népességének változása:
| Lakosok száma | 522  | 514  | 536  | 532  | 537  | 548  | 548  | 554  | 568  |
|               | 2013 | 2015 | 2016 | 2017 | 2018 | 2019 | 2020 | 2021 | 2022 |